# Treuhandgesetz
Das Treuhandgesetz ist ein von der Volkskammer erlassenes Gesetz, um volkseigenes Vermögen zu privatisieren.
Mit Inkrafttreten der Währungs-, Wirtschafts- und Sozialunion am 1. Juli 1990 erhielt die Treuhandanstalt die Aufgabe, volkseigenes Vermögen nach den Prinzipien der sozialen Marktwirtschaft zu privatisieren und zu verwerten.
Die Ziele des Gesetzes sind in der Präambel zusammengefasst:
- Möglichst schnelle und weite Reduktion der unternehmerischen Tätigkeit des Staates
- Herstellung der Wettbewerbsfähigkeit möglichst vieler Unternehmen bei gleichzeitiger Sicherung und Schaffung von Arbeitsplätzen
- Bereitstellung von Grund und Boden für wirtschaftliche Zwecke
- Nutzung des volkseigenen Vermögens für wirtschaftliche Strukturanpassungen und Sanierung des Staatshaushalts
- Einräumung eines Anteilsrechts am eventuell verbleibenden volkseigenen Vermögen für Bürgerinnen und Bürger der DDR nach Abzug der Anpassungs- und Sanierungskosten.

## Geschichte
Mit dem Treuhandgesetz regelte die aus der Volkskammerwahl am 18. März 1990 hervorgegangene Regierung de Maizière die Überführung der Volkseigenen Betriebe der DDR in Privateigentum durch die Treuhandanstalt. Die „Anstalt zur treuhänderischen Verwaltung des Volkseigentums“ war bereits am 1. März 1990 von der damaligen Regierung Modrow errichtet worden. Sie sollte das Volkseigentum wahren und treuhänderisch verwalten.
Die neue Anstalt öffentlichen Rechts nach dem Treuhandgesetz konstituierte sich am 16. Juli 1990 und übernahm von der „Anstalt zur treuhänderischen Verwaltung des Volkseigentums“ als neuer Eigentümer zum Stichtag 1. Juli 1990 die etwa 8.500 ehemals volkseigenen Betriebe des Registers der volkseigenen Wirtschaft, die aufgrund des Statuts vom 1. März 1990 in Treuhandverwaltung überführt worden waren.
Das Treuhandgesetz hob das alte Statut auf, das die Anstalt noch der Volkskammer unterstellte und nicht zu Eingriffen in die Geschäftsführung ermächtigte. Es unterstellte auf der Grundlage des am 18. Mai 1990 von der neuen Regierung geschlossenen Staatsvertrages zur Währungs-, Wirtschafts- und Sozialunion die neue Anstalt zunächst dem Ministerrat der DDR und mit dem Beitritt der DDR zur Bundesrepublik Deutschland am 3. Oktober 1990 dem Bundesfinanzministerium. Es ermächtigte nun auch zu weitgehenden Eingriffen in die Geschäftsführung der Unternehmen.
Gem. Art. 25 des Einigungsvertrags von 1990 gilt es als Bundesrecht fort. Durch das Vermögenszuordnungsgesetz von März 1991 wurde es modifiziert.
Entwürfe zur Reform des TreuhG der Gruppe PDS/Linke Liste und der Gruppe Bündnis 90/Die Grünen von Mai und Juni 1991 lehnte der Deutsche Bundestag ab.
Nachdem der Privatisierungsauftrag weitgehend erfüllt worden war, wurde die Organisations- und Finanzierungsstruktur der Treuhand im Gesetz zur abschließenden Erfüllung der verbliebenen Aufgaben der Treuhandanstalt vom 9. August 1994 entsprechend angepasst und die Treuhandanstalt in Bundesanstalt für vereinigungsbedingte Sonderaufgaben (BvS) umbenannt.
Als auch die BvS ihren Privatisierungsauftrag erledigt hatte, wurde die Anstalt auf ein Abwicklungsvermögen reduziert. Mit Wirkung vom 1. Juli 2008 wurde die Bundesanstalt für Immobilienaufgaben in Bonn zur Abwicklerin der BvS bestellt.

## Durchführungsverordnungen zum Treuhandgesetz
Der Ministerrat der DDR erließ innerhalb weniger Wochen fünf Durchführungsverordnungen zum Treuhandgesetz vom 17. Juni 1990:
| TreuhGDV                          | Fundstelle              | Regelungsbereich                                    |
| --------------------------------- | ----------------------- | --------------------------------------------------- |
| Erste DVO vom 15. August 1990     | GBl. DDR 1990 I S. 1076 | Treuhand-Aktiengesellschaften                       |
| Zweite DVO vom 22. August 1990    | GBl. DDR 1990 I S. 1260 | Privatisierung ausgesonderten Militärvermögens      |
| Dritte DVO vom 29. August 1990    | GBl. DDR 1990 I S. 1333 | Volkseigenes Vermögen der Land- und Forstwirtschaft |
| Vierte DVO vom 12. September 1990 | GBl. DDR 1990 I S. 1465 | MfS-Vermögen (Ministerium für Staatssicherheit)     |
| Fünfte DVO vom 12. September 1990 | GBl. DDR 1990 I S. 1466 | Von Wirtschaftseinheiten genutzte Grundstücke       |